# Diervilla lonicera
Espèce
Classification phylogénétique
Diervilla lonicera, communément appelé diervillée chèvrefeuille est une espèce de plante originaire du nord-est des États-Unis et du Canada. Son épithète spécifique, lonicera (le terme latin pour «chèvrefeuille») fait référence à sa similitude d'apparence avec les vrais chèvrefeuilles, genre Lonicera . Il attire les bourdons et constitue pour eux une source importante de nectar.

## Description
Le chèvrefeuille du nord est un arbuste à feuilles caduques, atteignant une hauteur maximale de 0.6 à 1.2 mètre (24 à 47 pouces). Cette espèce est connue pour les caractéristiques suivantes : branches proches du sol, racines fibreuses, fleurs jaune pâle et fruits secs et ligneux. Les feuilles simples de la diervillée chèvrefeuille sont opposées. Au fil des saisons, la couleur des feuilles change du vert au rouge foncé. La floraison a lieu entre le début juillet au début d'août; les graines ligneuses sont complètement mûres en septembre en vue de leur dispersion.
Diervilla lonicera a des fleurs protogynes (plante initialement femelle) et est bien adaptée à la pollinisation, ses stigmates restent réceptifs après l'anthèse (fleur pleinement fonctionnelle).

## Habitat
Les sites rocheux exposés, combinés à la tolérance de la plante aux climats frais, aux sols secs ou infertiles sont des caractéristiques variables pour décrire un habitat typique de Diervilla lonicera . On la trouve couramment dans les forêts dominées par le sapin baumier (Abies balsamea) et le pin gris (Pinus banksiana). Contrairement à certaines espèces végétales qui sont limitées à des conditions de lumière spécifiques, la diervillée chèvrefeuille est insensible aux changements de lumière, ce qui permet une gamme d'habitats plus large. De plus, elle est bien adaptée aux habitats sujets aux incendies, car elle peut se régénérer rapidement à partir de tiges souterraines si la partie aérienne est détruite par un incendie. Par exemple, DJ Schoen a découvert que Diervilla lonicera était l'arbuste le plus abondant sur une période de 50 ans dans les zones sèches détruites par un incendie.

## Aire de répartition
La diervillée chèvrefeuille est largement répandu en Amérique du Nord. Elle pousse le long de la côte est du continent, du nord du Québec et du Labrador jusqu'en Géorgie et en Alabama et à l'ouest jusqu'en Saskatchewan. La diervillée chèvrefeuille a également été introduite dans certaines parties de l'Europe au XVIIIe siècle, mais l'année exacte est inconnue.

## Importance pour les humains
Les plantes de la famille du chèvrefeuille sont couramment utilisées pour les médicaments contre la toux à base de plantes. L'utilisation la plus courante est celle d'une tisane contre les maux de gorge, mais il existe également des recettes de sirop contre la toux à base de feuilles et de fleurs de vigne mélangées à du miel. Il n'est pas reconnu que la diervillée chèvrefeuille soit plus efficace que d'autres espèce de chèvrefeuille.
Ce type de recettes peut être trouvé sur de nombreux sites de cuisine en ligne, mais il est très important d’être conscient des dangers encourus. Certaines espèces de chèvrefeuille peuvent être toxiques, il est donc préférable de faire preuve d'une extrême prudence et ne doit pas être tenté par quiconque n'est pas expert dans ce domaine.

## Importance pour les écosystèmes
La diervillée chèvrefeuille est une source de nourriture populaire pour un certaines espèces animales. Par exemple, l'orignal consomme l'arbuste et ses fruits comme source de nourriture hivernale, tandis que le cerf de Virginie consomme la plante en été et en hiver (avec une préférence pour la fin de l'été). L'arbuste Diervilla lonicera peut également être important pour le maintien des populations de pollinisateurs. Le style long et flexible de cet arbuste et ses fleurs facilement accessibles (produites en grande quantité) sont connus pour attirer un nombre important de bourdons. Diervilla lonicera est également la seule plante hôte enregistrée pour le sphinx Hemaris aethra récemment décrit.
Des espèces d'oiseaux utilisent également l'arbuste. Des nids sont souvent construits à partir de ses branches pour se protéger des éléments et les fruits constituent une source de nourriture facilement disponible. Diervilla lonicera pourrait même être responsable du déclenchement d’une augmentation de la population et de l’expansion de l’aire de répartition de diverses espèces aviaires.

## Conservation
La diervillée chèvrefeuille est généralement abondante et répandue en Amérique du Nord ; elle n'est considérée comme menacée qu'au Tennessee et rare dans l'Indiana. Ni le Canada, ni aucun des autres États américains n'ont inscrit la diervillée chèvrefeuille sur une liste de espèces menacées ou en voie de disparition.